# Списки міст світу за країною
На цій сторінці наведено списки міст держав і територій сучасного світу. Списки міст країн та їх адміністративних областей виділено жирним, списки міст територій та невизнаних утворень — курсивом.

## A
- Міста Австралії — Австралія
- Міста Австрії — Австрія
- Міста Азербайджану — Азербайджан
- Міста Албанії — Албанія
- Міста Алжиру — Алжир
- Міста Американських Віргінських островів — Американські Віргінські Острови
- Міста Анголи — Ангола
- Міста Андорри — Андорра
- Міста Антигуа і Барбуди — Антигуа і Барбуда
- Міста Аргентини — Аргентина
- Міста Аруби — Аруба
- Міста Афганістану — Афганістан

## Б
- Міста Багамських Островів — Багамські Острови
- Міста Бангладеш — Бангладеш
- Міста Барбадосу — Барбадос
- Міста Бахрейну — Бахрейн
- Міста Бельгії — Бельгія
- Міста Белізу — Беліз
- Міста Беніну — Бенін
- Міста Білорусі — Білорусь
- Міста Болгарії — Болгарія
- Міста Болівії — Болівія
- Міста Боснії і Герцеговини — Боснія і Герцеговина
- Міста Ботсвани — Ботсвана
- Міста Бразилії — Бразилія
- Міста Брунею — Бруней
- Міста Буркіна-Фасо — Буркіна-Фасо
- Міста Бурунді — Бурунді
- Міста Бутану — Бутан

## В
- Міста Вануату — Вануату
- Ватикан
- Міста Вірменії — Вірменія
- Міста В'єтнаму — В'єтнам
- Міста Великої Британії — Велика Британія
- Міста Венесуели — Венесуела

## Г
- Міста Габону — Габон
- Міста Гаїті — Гаїті
- Міста Гамбії — Гамбія
- Міста Гани — Гана
- Міста Гаяни — Гаяна
- Муніципалітети Гваделупи — Гваделупа
- Міста Гватемали — Гватемала
- Міста Гвінеї — Гвінея
- Міста Гвінеї-Бісау — Гвінея-Бісау
- Гібралтар — Гібралтар
- Міста Гондурасу — Гондурас
- Міста Гренади — Гренада
- Міста Гренландії — Гренландія
- Міста Греції — Греція
- Міста Грузії — Грузія
- Населені пункти Гуама — Гуам

## Д
- Міста Данії — Данія
- Джерсі — Джерсі
- Міста Джибуті — Джибуті
- Міста Домініки — Домініка
- Міста Домініканської Республіки — Домініканська Республіка

## Е
- Міста Еквадору — Еквадор
- Міста Екваторіальної Гвінеї — Екваторіальна Гвінея
- Міста Еритреї — Еритрея
- Міста Есватіні — Есватіні
- Міста Естонії — Естонія
- Міста Ефіопії — Ефіопія

## Є
- Міста Єгипту — Єгипет
- Міста Ємену — Ємен

## З
- Міста Замбії — Замбія
- Міста Західної Сахари — Західна Сахара
- Міста Зімбабве — Зімбабве

## І
- Міста Ізраїлю — Ізраїль
- Міста Індії — Індія
- Міста Індонезії — Індонезія
- Міста Іраку — Ірак
- Міста Ірану — Іран
- Міста Ірландії — Ірландія
- Міста Ісландії — Ісландія
- Міста Іспанії — Іспанія
- Міста Італії — Італія

## Й
- Міста Йорданії — Йорданія

## К
- Міста Демократичної Республіки Конго — Демократична Республіка Конго
- Міста Кабо-Верде — Кабо-Верде
- Міста Казахстану — Казахстан
- Міста Кайманових Островів — Кайманові Острови
- Міста Камбоджі — Камбоджа
- Міста Камеруну — Камерун
- Міста Канади — Канада
- Міста Катару — Катар
- Міста Кенії — Кенія
- Міста Киргизстану — Киргизстан
- Міста Китайської Народної Республіки — Китайська Народна Республіка
- Міста Кіпру — Кіпр
- Міста Кірибаті — Кірибаті
- Міста Колумбії — Колумбія
- Міста Коморських Островів — Коморські Острови
- Міста Республіки Конго — Конго
- Міста Косова — Косово
- Кантони Коста-Рики — Коста-Рика
- Міста Кот-д'Івуару — Кот-д'Івуар
- Міста Куби — Куба
- Міста Кувейту — Кувейт

## Л
- Міста Лаосу — Лаос
- Міста Латвії — Латвія
- Міста Лесото — Лесото
- Міста Литви — Литва
- Міста Ліберії — Ліберія
- Міста Лівану — Ліван
- Міста Лівії — Лівія
- Населені пункти Ліхтенштейну — Ліхтенштейн
- Міста Люксембургу — Люксембург

## М
- Міста Маврикію — Маврикій
- Міста Мавританії — Мавританія
- Міста Мадагаскару — Мадагаскар
- Міста Майотти — Майотта
- Міста Малаві — Малаві
- Міста Малайзії — Малайзія
- Міста Малі — Малі
- Міста Мальдівів — Мальдіви
- Міста Мальти — Мальта
- Міста Марокко — Марокко
- Міста Маршаллових Островів — Маршаллові Острови
- Міста Мексики — Мексика
- Населені пункти Острова Мен — Острів Мен
- Міста Мікронезії — Мікронезія
- Міста Мозамбіку — Мозамбік
- Міста Молдови — Молдова
- Монако — Монако
- Міста Монголії — Монголія
- Монтсеррат — Монтсеррат
- Міста М'янми — М'янма

## Н
- Міста Намібії — Намібія
- Місцевості Науру — Науру
- Міста Непалу — Непал
- Міста Нігеру — Нігер
- Міста Нігерії — Нігерія
- Міста Нідерландів — Нідерланди
- Міста Нідерландських Антильських островів — Нідерландські Антильські острови
- Міста Нікарагуа — Нікарагуа
- Міста Німеччини — Німеччина
- Міста Ніуе — Ніуе
- Міста Нової Зеландії — Нова Зеландія
- Міста Нової Каледонії — Нова Каледонія
- Міста Норвегії — Норвегія

## О
- Міста Об'єднаних Арабських Еміратів — Об'єднані Арабські Емірати
- Міста Оману — Оман

## П
- Міста Пакистану — Пакистан
- Міста Палау — Палау
- Міста Палестини — Палестинська держава
- Міста Панами — Панама
- Міста Папуа Нової Гвінеї — Папуа Нова Гвінея
- Міста Парагваю — Парагвай
- Міста Перу — Перу
- Міста Південної Кореї — Південна Корея
- Міста Південної Осетії — Південна Осетія
- Міста Південного Судану — Південний Судан
- Муніципалітети Південно-Африканської Республіки — Південно-Африканська Республіка
- Список міст Північної Кореї — Північна Корея
- Міста Північної Македонії — Північна Македонія
- Міста Північного Кіпру — Північний Кіпр
- Міста Північних Маріанських Островів — Північні Маріанські Острови
- Піткерн — Піткерн
- Міста Польщі — Польща
- Міста Португалії — Португалія
- Міста Придністров'я — Придністровська Молдавська Республіка
- Муніципалітети Пуерто-Рико — Пуерто-Рико

## Р
- Міста Росії — Росія
- Міста Руанди — Руанда
- Міста Румунії — Румунія

## С
- Міста Сальвадору — Сальвадор
- Міста Самоа — Самоа
- Міста Сан-Марино — Сан-Марино
- Міста Сан-Томе і Принсіпі — Сан-Томе і Принсіпі
- Міста Саудівської Аравії — Саудівська Аравія
- Міста Сейшельських Островів — Сейшельські Острови
- Міста Сенегалу — Сенегал
- Міста Сен-П'єра і Мікелона — Сен-П'єр і Мікелон
- Міста Сент-Вінсенту і Гренадин — Сент-Вінсент і Гренадини
- Міста Сент-Кіттсу і Невісу — Сент-Кіттс і Невіс
- Міста Сент-Люсії — Сент-Люсія
- Міста Сербії — Сербія
- Міста Сирії — Сирія
- Сінгапур
- Міста Словаччини — Словаччина
- Міста Словенії — Словенія
- Міста Соломонових Островів — Соломонові Острови
- Міста Сомалі — Сомалі
- Міста Сомаліленду — Сомаліленд
- Міста Сполучених Штатів Америки — Сполучені Штати Америки
- Міста Судану — Судан
- Міста Суринаму — Суринам
- Міста Східного Тимору — Східний Тимор
- Міста Сьєрра-Леоне — Сьєрра-Леоне

## Т
- Міста Таджикистану — Таджикистан
- Міста Тайваню — Тайвань
- Міста Таїланду — Таїланд
- Міста Танзанії — Танзанія
- Міста островів Теркс і Кайкос — Острови Теркс і Кайкос
- Міста Того — Того
- Міста Токелау — Токелау
- Населені пункти Тонги — Тонга
- Міста Тринідаду і Тобаго — Тринідад і Тобаго
- Міста Тувалу — Тувалу
- Міста Тунісу — Туніс
- Міста Туреччини — Туреччина
- Міста Туркменістану — Туркменістан

## У
- Міста Уганди — Уганда
- Міста Угорщини — Угорщина
- Міста Узбекистану — Узбекистан
- Міста України — Україна
- Міста Уругваю — Уругвай

## Ф
- Міста Фарерських островів — Фарерські острови
- Міста Фіджі — Фіджі
- Міста Філіппін — Філіппіни
- Міста Фінляндії — Фінляндія
- Міста Фолклендських Островів — Фолклендські Острови
- Міста Франції — Франція
- Міста Французької Гвіани — Французька Гвіана
- Міста Французької Полінезії — Французька Полінезія

## Х
- Міста Хорватії — Хорватія

## Ц
- Міста Центральноафриканської Республіки — Центральноафриканська Республіка

## Ч
- Міста Чаду — Чад
- Міста Чехії — Чехія
- Міста Чилі — Чилі
- Міста Чорногорії — Чорногорія

## Ш
- Міста Швейцарії — Швейцарія
- Міста Швеції — Швеція
- Шпіцберген — Шпіцберген
- Міста Шрі-Ланки — Шрі-Ланка

## Я
- Міста Ямайки — Ямайка
- Муніципалітети Японії — Японія